# رافاييل يانسن
رافاييل يانسن هو لاعب كرة قدم برازيلي في مركز الدفاع، ولد في 3 ديسمبر 1988 في ساو لويس غونزاغا دو مارانهاو في البرازيل. لعب مع نادي ريمو.